# Xabier Lete
Xabier Lete Bergaretxe (Oyarzun, País Vasco, 5 de abril de 1944 - San Sebastián, País Vasco, 4 de diciembre de 2010) fue un poeta y cantautor español en lengua euskera.

## Biografía
Desde los veintiún años comenzó a escribir, siendo un colaborador asiduo de la revista Zeruko Argia. En 1965 participó en la creación del grupo Ez Dok Amairu junto a Mikel Laboa, Benito Lertxundi, José Anton Artze, José Ángel Irigaray y Lourdes Iriondo. Jorge Oteiza fue el que creó el nombre del grupo con la pretensión de unir todas las disciplinas de la cultura vasca en un momento crítico debido al continuo acoso del régimen franquista. Sin embargo, Ez Dok Amairu terminó por desaparecer.
Lete continuó por la senda musical junto a la que era su esposa, Lourdes Iriondo. Realizó varias colaboraciones con otros cantantes, entre ellos con Antton Valverde, con quien puso voz y música a la poesía de Lizardi y a los versos de Txirrita entre 1975 y 1978. También dedicó un tiempo al teatro, las obras fruto de esta colaboración fueron escenificadas por el grupo de teatro Intxitxu de Oyarzun.

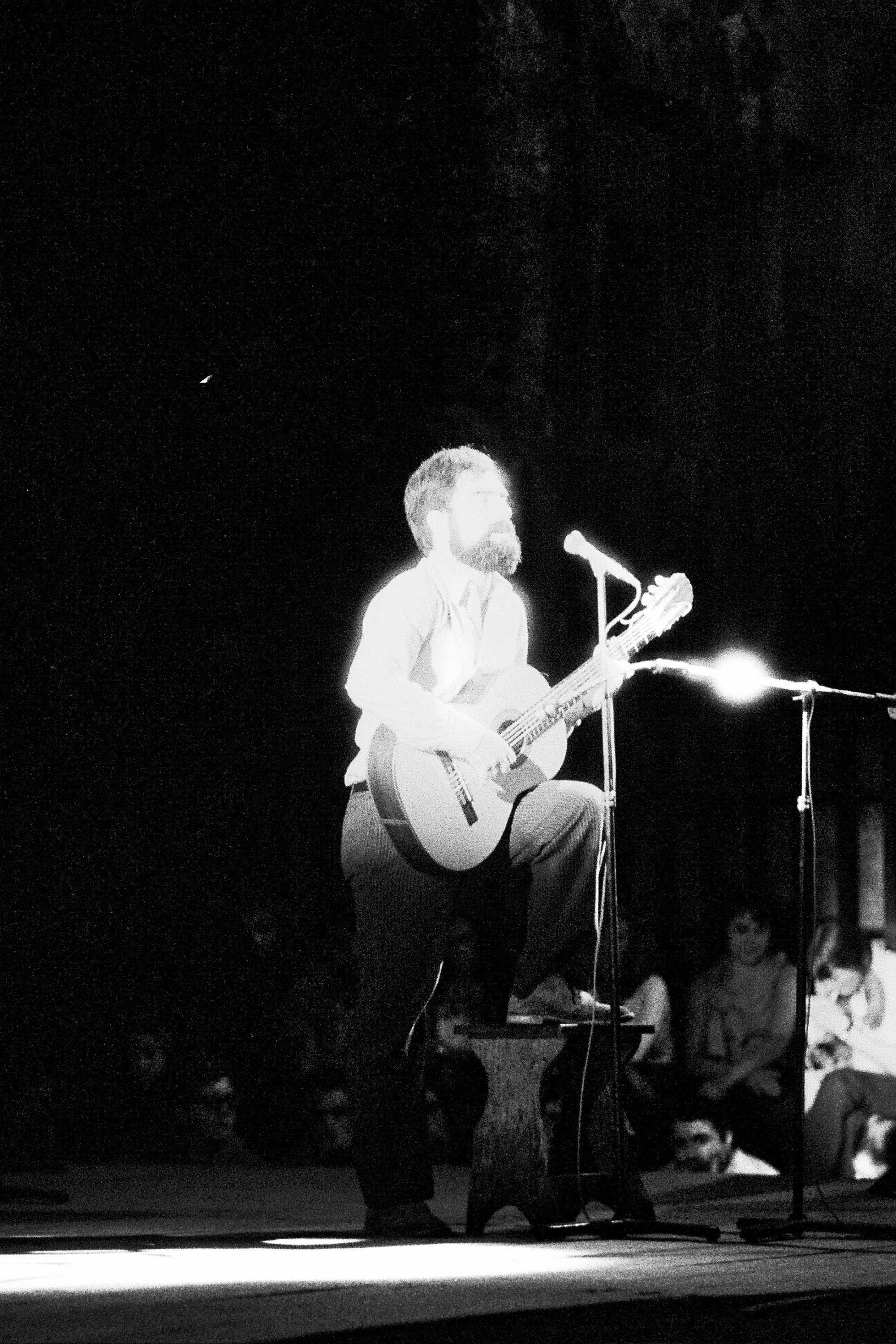
Xabier Lete en un concierto de 1971.

En 1968 salió a la luz el primer poemario de Lete: Egunetik egunera orduen gurpilean (Día tras día en la rueda de las horas), que tiene referencia a la poesía social de Gabriel Aresti, sobre todo la recogida en Harri eta Herri (Piedra y Pueblo), y en ese sentido el de Oyarzun se sirvió de la palabra para denunciar las injusticias que vio a su alrededor. Por eso criticó tanto a los poetas que agasajan al poder como a los que se pierden en simples juegos estilísticos obviando la realidad. La máxima expresión de esa sociabilidad residiría en la plasmación de un pueblo que quiere ser pero que lamentablemente no consigue serlo, todo ello dentro del contexto de un pueblo desgarrado y violentado. Frente a la acción política del "todo o nada", Lete se decantó por los hombres que tienen como lema el "cuando sea posible todo lo posible".
En 1974 publicó Bigarren poema liburua (Segundo libro de poemas). En esta obra, Lete continuó analizando el rol del poeta, pero a comparación del anterior trabajo su poesía es más íntima. Debido a la influencia de la filosofía existencialista de Francia el poeta dedicó un mayor espacio a la reflexión sobre la vida y la muerte. En el siguiente poemario, Urrats desbideratuak (Los pasos desviados, 1981; galardonado con el premio Ciudad de Irún), el cambio se mostraba de manera evidente. Además de endurecerse el idioma, los poemas eran fiel reflejo del pesimismo y de la desesperación. En opinión de Sánchez, «en los poemarios de Lete apreciamos una clara evolución. En su primera obra se nos aparece un poeta joven, vigoroso y preocupado con la realidad que le rodea; siente la necesidad de cambiar el ambiente incluso se siente capaz de poder participar en la lucha. En el segundo poemario ya es un hombre de mayor experiencia, es un hombre adulto. Se mantienen las mismas ideas, pero al mismo tiempo se pueden apreciar las dudas, las huellas que le han dejado el tiempo vivido lo conducen a la reflexión. Y a consecuencia de esa reflexión surge la citada duda: el problema de la concienciación. En su tercer libro la decepción cobra protagonismo, el poeta se muestra como un ser que no espera nada bueno de la vida, a pesar de que aún sigue preocupado por la libertad. Así mismo, aparecen dos conceptos: la necesidad de la lucha y la resignación».
Si bien en Urrats desbideratuak permanece la influencia existencialista, el poeta dio paso a nuevas reflexiones filosóficas que tienen como principal eje la visión de Nietzsche. En opinión de Esther Zarraua, «la única salvación está en la huida, incluso en la más dramática de ellas, en la muerte. El poeta está hastiado de este mundo del que quiere escapar de alguna manera. Esto contrasta con lo que pensaba en el 66. Entonces es el existencialista que piensa que el hombre no tiene esperanza porque es consciente de que un día morirá, y de que nunca podrá hacer lo que quiere porque en cualquier momento la muerte se puede interponer en su camino. De todos modos, tiene una solución para esa situación desesperada del hombre, y esa solución es el amor, lo cual lleva a creer en Dios, porque es el único que puede hacer pervivir al amor incluso después de la muerte».
Tras la publicación de Urrats desbideratuak, Lete abandonó por un tiempo la creación literaria para meterse de lleno en el mundo de la política. A lo largo de la década de 1980, el poeta ostentó los cargos de director general, primero, y consejero, después, dentro del Departamento de Cultura de la Diputación Foral de Guipúzcoa, por parte del Partido Nacionalista Vasco; pero debido a problemas de salud se apartó definitivamente de la actividad pública.
Una vez recuperado, Lete publicó su tercer poemario: Zentzu antzaldatuen poemategia (Poemario de los sentidos transmutados; 1992). Con dicha obra consiguió el premio de poesía Felipe Arrese Beitia otorgado por Euskaltzaindia (la Academia de la Lengua Vasca). Poco después, en una edición revisada, el poemario adopta el título de Biziaren ikurrak (Los símbolos de la vida). Según cita el crítico literario Iñaki Aldekoa, en esta obra «la visión existencialista que daba el tono a Urrats desbideratuak entra en diálogo con una concepción más interiorizada y esencial de la vida. El poeta se siente más alejado de la vorágine de los eslóganes publicitarios e ideológicos, al margen de cualquier realidad social que lo distraiga de los más inmediato y anímicamente esencial para su salud física y, por qué no, espiritual. En ese sentido, Xabier Lete escribe una poesía agradecida a la vida, en la que no hay nada más sublime que la mirada contemplativa que celebra el "milagro" de la existencia misma en la secuencia cadenciosa de las estaciones: una poesía en la que el canto se confunde con la oración. (...) Es el tono de voz de quien contempla los avatares de la vida con una mirada desapasionada y teñida de pesimismo, y que apela, desde la conciencia vívida de la muerte sentida siempre próxima, a valores tradicionalmente cristianos como la humildad, la piedad y el perdón».
En 2009 se le otorgó el Premio de la Crítica de poesía en euskera 2008 por su obra Egunsentiaren esku izoztuak (Las heladas manos del amanecer), obra con la que también ganó el Premio Euskadi de Literatura en la modalidad de literatura en euskara.
En abril de 2009 fue nombrado miembro electo de Jakiunde, Academia de las Ciencias, de las Artes y de las Letras.
Xabier Lete falleció el 4 de diciembre de 2010 a los 66 años de edad a causa de una grave enfermedad que se le detectó en 1985.

## Discografía
- Bertso zaharrak (1974).
- Txirritaren bertsoak (1975).
- Xabier Lete (Elkar - 1974-2006). Remasterizados.
- Kantatzera noazu (Elkar - 1976-2006). Remasterizados.
- Lore bat, zauri bat (Elkar - 1978-2006). Remasterizados.
- Eskeintza (1991).
- Hurbil iragana (1992). Recopilación de sus canciones más conocidas.
- Berrehun urtez bertsotan (2001). Colección de los versos más significativos de Xenpelar, Bilitx, Elizanburu, Etxahun, Otaño, Txirrita, Basarri, Uztapide, Xalbador y Lazkao Txiki, interpretados por Xabier Lete.
- Xenpelar - Bilintx (Elkar - 2001).
- Otaño - Elizanburu - Etxahun (Elkar - 2001).
- Txirrita 1 (Elkar - 2001).
- Txirrita 2 (Elkar - 2001).
- Basarri - Uztapide (Elkar - 2001).
- Xalbador (Elkar - 2001).
- Lazkao Txiki (Elkar - 2001).
- R.Mª Rilkeren "Orduen Liburua" (2004 - Pamiela). Littera&Musika
- Neguan izan zen (DVD) (Pamiela - 2009).

## Canciones
| Aberri ilunaren poema Agian Alemaniyako gerrari Alzateko El violador Amerikara dijoan lagun bati Amets bat Amodio, amore Andaluzaren pareta Andre txarraren bentajak Andresek bere andregaiari Apellidua Olazabal det Atso gezurti bati Azken juizioko eguna Bertsoak jartzen naiz asi Biographia Bizkaiko txerriari jarriak Brabanteko Jenobeba Cançó a Catalunya | Chile Cubako gerrarenak Denborra, leku, zeru ta lurrak Eskeintza, nere aita zenari Estatutoa lenbailen Euskal Erria itxusten Ez dut amets haundirik Ez esan maite Frantsez euskaldun batenak Fueruak kendu zituenari Garai bateko eztaiak Garia Euskal Errian Gauaren ordezko eguna Gerra Gizon arruntaren koplak Gizonaren negua Goizuetako mixiyua Gure aurreko guraso zaharrak Gure munduko bizimodua | Habanera Haizea dator ifarraldetik Haur andaluz bati seaska kanta Heriotzaren begiak Herri zahar honetan Ijituenak Itsasoan urak handi dire Itsasoan urak haundi Izarren hautsa Izotz-Ondoko Eguzki Jaio berriari Juana Bixenta Olabe Kanpoko jendea Kazkazuri bere buruari Kontrapas Langile baten seme Lore bat, zauri bat Nafarroa, arragoa Naguziya ta maizterra | Neguaren zai Nere sentimentua Ni esposatzian Ni naiz Norteko trenbideari Orain bi milla urte Oraingo neskatxen jazkerak Oraingo nezkatzen jazkera Ostikoketa Otsoak eta Txanogorritxu Pasaiako huelga Pernando Amezketarra Proporziyo bat Salbatoreko ermitan San Martin, azken larrosa Seaska kanta Sinisten dut Suantxaren bertsuak Teología, ideología | Txirritaren lendabiziko berts... Xalbador gogoan Xalbadorren heriotzean Xalbadorren heriotzean (I) Xalbadorren heriotzean (II) Zuk il zenduen artzaia |